# James W. Brown

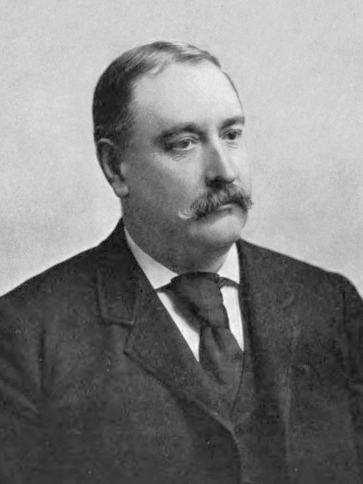
James W. Brown

James W. Brown (* 14. Juli 1844 in Pittsburgh, Pennsylvania; † 23. Oktober 1909 in Point Mouille, Michigan) war ein US-amerikanischer Politiker. Zwischen 1903 und 1905 vertrat er den Bundesstaat Pennsylvania im US-Repräsentantenhaus.

## Werdegang
James Brown war der Schwiegersohn des Kongressabgeordneten Thomas Marshall Howe (1808–1877). Er besuchte sowohl öffentliche als auch private Schulen seiner Heimat. Danach betätigte er sich in der Eisen- und Stahlindustrie. Dabei wurde er Vizepräsident der Firma Crucible Steel Co. Außerdem stieg er in das Bankgewerbe ein und wurde Bevollmächtigter (Trustee) der Dollar Savings Bank. Gleichzeitig engagierte er sich in der Politik.
Bei den Kongresswahlen des Jahres 1902 wurde Brown als unabhängiger Republikaner im damals neu eingerichteten 32. Wahlbezirk von Pennsylvania in das US-Repräsentantenhaus in Washington, D.C. gewählt, wo er am 4. März 1903 sein neues Mandat antrat. Da er im Jahr 1904 auf eine weitere Kandidatur verzichtete, konnte er bis zum 3. März 1905 nur eine Legislaturperiode im Kongress absolvieren.
Nach dem Ende seiner Zeit im US-Repräsentantenhaus nahm James Brown seine früheren Tätigkeiten wieder auf. Dabei wurde er Präsident der Firma Colonial Steel Co. Er starb am 23. Oktober 1909 in Point Mouille und wurde in Pittsburgh beigesetzt.